# Туринская папирусная карта
Туринская папирусная карта — древнейшая египетская географическая карта с геологической информацией, представлена в Египетском музее в городе Турин, Италия.
Карта показывает рудники древнего Египта, папирус времён правления Рамзеса IV.

## Описание
Изображает 15-километровый отрезок Вади-Хаммамат с указанием деревень, холмов, золотых копей и каменоломни, а также расстояний между ними.
Выполнена около 1150 года до н. э. для участников организованной Рамзесом IV экспедиции в местные каменоломни.
Карта, которая экспонируется в Египетском музее Турина, была обнаружена наполеоновским посланником — французским генеральным консулом в Египте Бернардино Дроветти — в Дейр-эль-Медине, деревне ремесленников под Фивами.
В реконструированном виде имеет размеры 280 на 41 см.

## Галерея
- Лицевая сторона карты
- Обратная сторона карты